# Vlastislav (Lučan)

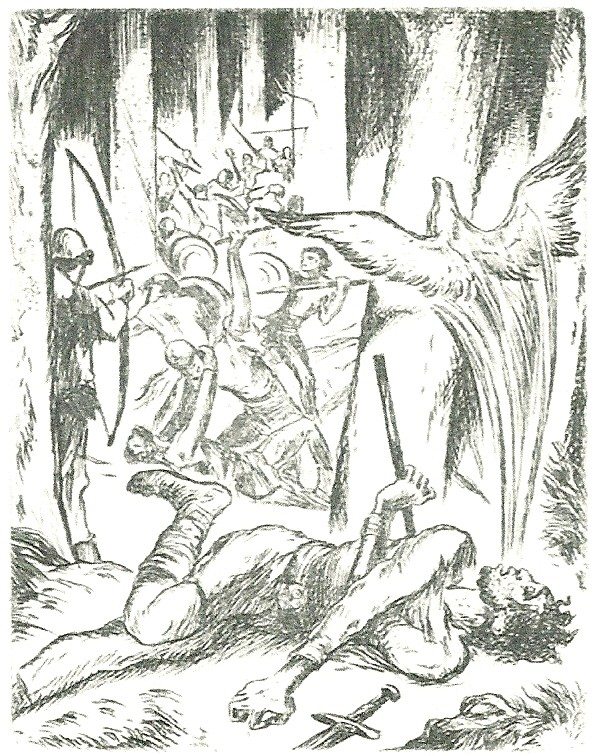
Smrt Vlastislava, F.Palacký

Vlastislav byl mytický kníže Lučanů, který byl jako odbojník vládce Čechů Neklana poražen a zabit v lucké válce. Knížectví Lucké nemá přesné zápisy vzniku, konce ani přesné hranice kde se nacházelo, ale podle dnešních odhadů obsahovalo dnešní Žatecko, a mělo příležící části Rakovnicka a Litoměřicka. Po smrti Vlastislava se Lucké knížectví opět spojilo s Prahou.  Vlastislav také postavil hrad na pomezí žup bílinské a litoměřické, jmenovaný po jeho zakladateli. Byl to kníže duchu hrdého a bojemilovného, což mu nedělalo dobré vztahy mezi jeho sousedy, zvlášť poté s Neklanem dobrotivým. 

## Vyprávění dle pověstí
Vlastislav měl být syn jednoho z legendárních českých knížat Vojena, bratr dalšího z knížat Vnislava. Dalimilova kronika a Kosmas se ve své kronice ovšem neshodují v tom, co bylo po smrti knížete Nezamysla. Dalimil píše:
Po něm Mnata, potom Vojen, o němž známo je nám to jen, že byl ještě plný sil, když zem synům rozdělil.
Kosmas naopak konstatuje, že po Vojenově dožití knížectví vládl Vnislav. Dalimil naproti tomu uvádí, že Vojen dělí svou zem mezi syny: Lucko Vlastislavu dává, Čechy v správu Unislava (Vnislava). Lucký kníže Vlastislav by byl v tom případě také Přemyslovec, bratr knížete Vnislava.
Lučané podle pověsti byli nepřátelé kmene Čechů a jejich vládců Přemyslovců. Podle Kosmy Lucko zaniklo za vlády knížete Neklana, jehož vojsko v lucké válce, konkrétně v bitvě u Turska, porazilo silnou luckou Vlastislavovu armádu. Této bitvy se mělo zúčastnit až 20 000 lidí, tedy desetina tehdejšího obyvatelstva území dnešních Čech.
V Lucké válce prý jeho bojovník Tyr/Čestmír pobil Neklanovy nepřátele a sám zemřel. Neklan se ujal sirotka Zbyslava po poraženém knížeti Vlastislavovi a svěřil ho svému příteli Durynkovi. Ten ale dítě zavraždil s tím, že tímto odstranil příčinu budoucích svárů a válek. Očekával tedy že mu kníže bude za toto vděčný. Když si přišel s hlavou sirotka pro odměnu, byla taková, že si mohl vybrat způsob smrti: probodnutí se, skok ze skály nebo oběšení se. Durynk se pak měl sám oběsit kus za Prahou na olši, které se pak říkalo Durynkova olše.
Postava se pod jménem Vlaslav vyskytuje i v Rukopise královédvorském, zřejmém falzu středověkého rukopisu z 19. století, v básni „Čestmír a Vlaslav“ věnovaném lucké válce.

## Teorie o původu příběhu
Vladimír Karbusický dokazuje, že Kosmas při líčení podrobností Lucké války vychází ze staršího franského zdroje. Kosmas v Lucké válce zřejmě popisoval historickou událost z doby pozdější než z období předbořivojovského, totiž pravděpodobně pohraniční půtku knížete Boleslava z roku 936.
Záviš Kalandra v Českém pohanství naznačuje hypotézu, že se mohlo jednat o válku v Lužici. Kosmas zaznamenal pěvecké podání (bylinu), která při jeho zápisu do latiny pozbyla určujících rysů. Bitva na Luckém poli je tak zřejmě prozaickým přepisem hrdinského slovanského zpěvu.